# Wiwilí de Jinotega
Wiwilí de Jinotega är en kommun (municipio) i Nicaragua med 71 843 invånare (2012). Den ligger i den bergiga norra delen av landet vid gränsen mot Honduras, i departementet Jinotega. I kommunen ligger det vackra Naturreservatet Cerro Kilambé.

## Geografi

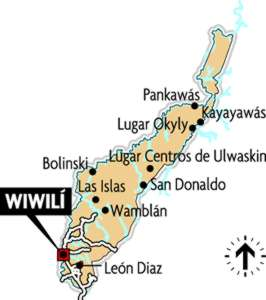
Kommunkarta

Wiwilí de Jinotega gränsar till grannlandet Honduras i norr och till kommunerna San José de Bocay i öster, El Cuá och Santa María de Pantasma i söder samt till Wiwilí de Nueva Segovia i väster. Kommunens västra och norra gräns utgörs av floden Río Coco. Kommunens största ort är centralorten Wiwilí med 4 313 invånare i del del som ligger i kommunen på Río Cocos södra strand.

## Historia
Kommunen grundades 1989 óch den hette då Wiwilí. År 2000 delades kommunen i två delar, Wiwilí de Jinotega söder om Río Coco floden och Wiwilí de Nueva Segovia norr om floden.

## Kända personer från Wiwilí de Jinotega
- Erlyn Hurtado (1979-2011), bankrånare [6]